# Belonophago
Belonophago is een geslacht van straalvinnige vissen uit de familie van de hoogrugzalmen (Distichodontidae).

## Soorten
- Belonophago hutsebouti Giltay, 1929
- Belonophago tinanti Poll, 1939